# Guipúscoa
Guipúscoa (na forma oficial basca Gipuzkoa ou Guipúzcoa em castelhano) é uma província do País Basco, localizada no Norte da Espanha. Faz fronteira com as províncias de Biscaia e Álava, com a Comunidade Foral de Navarra, com a França e com a Baía de Biscaia. 
Tem uma superfície de 1.980 quilômetros quadrados, sendo a menor província continental espanhola. Sua população é de 682.977 habitantes (2002), dos quais cerca de 25% vivem na capital, São Sebastião (Donostia-San Sebastián). Outras importantes cidades são Irun, Errenteria, Zarautz, Arrasate/Mondragón, Eibar e Tolosa.